# Arthur Arz von Straussenburg
Arthur Arz von Straussenburg, (16 de junio de 1857-1 de junio de 1935) fue un alto oficial austrohúngaro. Mandaba la 15.ª División de Infantería cuando comenzó la Primera Guerra Mundial. Pronto pasó a mandar el VI Cuerpo de Ejército del 1.er Ejército. Participó en la Ofensiva de Gorlice-Tarnów (1915) y luego en la campaña rumana de 1916. Fue nombrado jefe del Estado Mayor en marzo de 1917, puesto que mantuvo hasta que dimitió el 3 de noviembre de 1918.

## Biografía

### Origen y juventud
Arthur Arz von Straussenburg nació el 16 de junio de 1858 en Hermannstadt (la moderna Sibiu rumana). Su familia pertenecía a la minoría de lengua alemana de los sajones de Transilvania, territorio que por entonces era una provincia del Imperio austríaco y que en 1867 quedó incluida en la parte húngara de Austria-Hungría. La madre de Arz von Straussenburg fue Louise Pfaffenhuber y su padre, Karl von Arz Straussenburg, un pastor evangélico muy respetado que obtuvo el título de barón y tuvo un escaño en la Cámara Alta húngara.
Arz von Straussenburg fue educado en Hermannstadt y Dresde; buen estudiante, obtuvo notas sobresalientes. Decidió estudiar Derecho, pero antes de ingresar en la universidad hizo un año de servicio militar voluntario entre 1876 y 1877 en un batallón húngaro de Rendőrség, que concluyó con el grado de teniente, en la reserva.

### Comienzo de la carrera militar
En 1878, después de su servicio militar voluntario, Arz von Straussenburg aprobó el examen de oficiales de reserva y pidió el traslado al Ejército regular austrohúngaro. Ese mismo año se le concedió el grado de teniente en activo que le permitió seguir una carrera de oficial.
Entre 1885 y 1887, Arz von Straußenburg asistió a los cursos de la Escuela de Guerra de Viena, donde sus brillantes resultados le permitieron obtener un puesto de oficial en el Estado Mayor General del Ejército. En 1895, lo ascendieron a capitán, adjunto al teniente general (Feldzeugmeister) Anton von Schönfeld, inspector general de las Fuerzas Armadas hasta su muerte en 1898. En 1898, Arz von Straußenburg regresó al Estado Mayor. Fue ascendiendo en el escalafón: primero a mayor y luego a teniente coronel (Oberstleutnant); fue nombrado jefe del Estado Mayor del II Cuerpo de Ejército, a las órdenes del archiduque Eugenio. El 1 de mayo de 1902, fue ascendido a coronel (Oberst) y destinado a la oficina de administración del Estado Mayor, que dirigió desde mayo de 1903. Ese mismo año se casó con Stefanie von Tomka Tomkahaza und Falkusfalva, de la nobleza húngara. Juntos tuvieron una hija.
Arz von Straußenburg alcanzó la graduación de mayor general y tomó el mando de la 61.ª Brigada de Infantería. Se lo consideraba uno de los oficiales más prometedores y competentes del Ejército y durante las maniobras militares del otoño de 1911 recibió elogios y una evaluación de «excepcional» de su antiguo superior, el archiduque Eugenio. En 1912, fue transferido al mando de la 15.ª División de Infantería acuartelada en Miskolc. Fue teniente mariscal de campo (Feldmarschall-Leutnant) en 1913 y luego trasladado al Ministerio de Guerra en Viena.

### Primera Guerra Mundial

#### 1914-1916
Cuando estalló la Primera Guerra Mundial, solicitó su traslado a un puesto operativo. Retomó el mando del 15.ª División de Infantería y participó con ella en la batalla de Komarów. Se lo nombró jefe del VI Cuerpo de Ejército el 7 de septiembre, integrado en el 4.º Ejército, que combatió en la victoria de la batalla de Limanowa en diciembre de 1914. Desempeñó un papel destacado en la ofensiva de Gorlice-Tarnów de la primavera de 1915, conjuntamente con las tropas alemanas. Durante el verano de ese año, volvió a luchar en Grodek-Magierow y en la conquista de Brest-Litovsk. Fue ascendido a general (General der Infanterie) en septiembre, como recompensa por sus acciones de la primavera y el verano; se ganó el respeto de los oficiales alemanes que reconocieron su capacidad de mando en las operaciones que llevó a cabo junto con el 11.º Ejército alemán del general Mackensen.

#### Campaña de Rumanía
La perspectiva de que Rumanía entrase en guerra en el bando de la Triple Entente hizo que el 16 de agosto del 1916 abandonase el mando del VI Cuerpo para pasar a mandar el 1.er Ejército, recién reorganizado. Cuando llegó a Kolozsvár, ciudad de concentración de la unidad que debía hacer frente a las tropas rumanas, apenas tenía diez mil hombres a sus órdenes. Rumanía declaró la guerra el 27 de agosto, cuando Arz von Straussenburg aún no había recibido refuerzos. El comienzo de la invasión rumana de Transilvania hizo, empero, que el Gobierno húngaro exigiese el envío de nuevas tropas al ejército de Arz von Straussenburg, que las obtuvo pronto.
Los ejércitos rumanos cruzaron la frontera austrohúngara el 28 de agosto por los seis puertos de los Cárpatos, de camino hacia Kronstadt, sin que las débiles defensas austrohúngaras pudiesen impedirlo. Llegaron a Sepsiszentgyörgy, en territorio sículo, el 4 de septiembre. Arz von Straußenburg se replegó ante el avance enemigo, sin dejar de tratar de frenarlo: en el sur, desplegó las brigadas 141.ª y 142.ª de la  71.ª División de Infantería, mientras que en el norte empleó las divisiones 16.ª y 19.ª y parte de la 61.ª para tratar de detener a las columnas rumanas que intentaban seguir los Cárpatos orientales para tomar contacto con el 9.º Ejército ruso. El Gobierno de Budapest le reprochó que cediese terreno transilvano al enemigo, pues pretendía que la defensa se hiciese a lo largo de las fronteras del reino magiar.
Finalmente, el 1.er Ejército, conjuntamente con el 9.º Ejército alemán, logró expulsar al enemigo del territorio austrohúngaro en ocho semanas. La operación hizo que Arz von Straussenburg se ganase el respeto del nuevo emperador, Carlos. Otros jefes militares también elogiaron su papel en la campaña, como fue el caso de Franz Conrad von Hötzendorf, que afirmó que era un jefe enérgico en las situaciones más difíciles, o de Svetozar Boroević von Bojna, que lo calificó de «general excepcional», de «carácter noble y honorable».
Arz von Straußenburg siguió al mando del 1.er Ejército hasta febrero de 1917. Cuando concluyeron las operaciones principales en Rumanía, colaboró con las que llevó a cabo el 9.º Ejército de Von Falkenhayn y luego con las Ejército del Danubio de Von Mackensen.

#### Jefe del Estado Mayor
Tras la muerte del emperador Francisco José el 21 de noviembre de 1916, le sucedió en el poder Carlos. Este se entrevistó con los dirigentes civiles y militares del Imperio durante las semanas siguientes. Una de las primeras medidas del reinado fue tomar personalmente el mando de todas las fuerzas armadas del imperio. Hubo roces entre el monarca, apoyado por los archiduques, y el jefe del Estado Mayor, Franz Conrad von Hötzendorf, que finalmente fue relevado del puesto el 11 de marzo de 1917. Ese mismo día, el emperador nombró para ocupar el cargo a Arz von Straußenburg, avalado su reputación de afable y amable y beneficiado de la destitución de los oficiales cercanos a Conrad.
Arz von Straußenburg asumió su cargo de jefe del Estado Mayor del alto mando del Ejército (AOK) en Baden e impuso un estilo de mando completamente diferente al de su predecesor. A diferencia de Conrad, ambicioso e interesado en la política, Arz von Straussenburg era un asesor fiel al emperador en asuntos militares. No dejó por ello de expresar su opinión sobre asuntos que no eran militares, sino políticos: en enero de 1918, comunicó al ministro de Asuntos Exteriores, Ottokar von Czernin, que consideraba que la cesión de la cuenca carbonífera de Dombrowa, en la Silesia austríaca, a Alemania terminaría por someter al imperio a la tutela alemana. También se mostró muy reservado respecto de la política de los Imperios Centrales en Ucrania a partir de  marzo de 1918: creía que debían haber apoyado a la Rada, amenazada por las unidades bolcheviques, en vez de someterla a vigilancia y hostigamiento. Sin embargo, a partir de junio de 1918, momento en el que Austria-Hungría estaba ya agotada tras la derrota en Italia y cedía a las exigencias alemanas, abogó por alinear completamente la política austrohúngara con la alemana, actitud que consideró la más beneficiosa para el imperio.
El cambio de jefe del AOK permitió la mejora de las relaciones con el OHL alemán encabezado por Von Hindenburg y Ludendorff. Arz von Straußenburg admiraba el sistema militar alemán y era partidario de estrechar la alianza con Alemania. El OHL ganó en influencia en las operaciones militares austrohúngaras, para disgusto de los políticos del imperio. Sin embargo, el mayor respaldo militar alemán permitió obtener diversos triunfos durante el verano y el otoño de 1917: el desbaratamiento de la Ofensiva de Kérenski y la victoria de Caporetto en el frente italiano. El 19 de abril de 1917 el emperador concedió el título de barón a Arz von Straussenburg, que el 9 de febrero había sido ascendido al grado de coronel general (Generaloberst).
Arz von Straussenburg fue responsable de la planificación de la ofensiva contra Italia del verano 1918, con tropas veteranas y aguerridas venidas del desaparecido frente ruso. Tanto Conrad von Hotzendorf como Boroević von Bojna solicitaron el mando de la operación; ni Arz von Straußenburg ni el AOK lograron elegir entre ambos. Finalmente el emperador propuso una solución intermedia: la división de las fuerzas disponibles entre los dos generales, que llevarían a cabo ataques en dos sectores diferentes del frente. Esta decisión determinó el fracaso total de la ofensiva del Piave de junio, que fue la última ofensiva austrohúngara.
Arz von Straussenburg acompañó al monarca en las conferencias con los mandatarios alemanes: participó en la de Spa del 14 de agosto de 1918, en la que coincidió con el deseo de Carlos de alcanzar la paz cuanto antes, actitud que contrastó con la de los alemanes, deseosos de esperar al «momento oportuno» para poner fin a las hostilidades. A finales de septiembre, trató de sostener el frente macedonio, muy debilitado por los ataques enemigos, con unidades del frente italiano, que debían formar una nueva línea de defensa en torno a Niš.
La derrota hizo que presentase la dimisión al emperador, que la rechazó. A finales de octubre, se quebró la unidad entre Austria y Hungría. Arz von Straussenburg advirtió al emperador de que el ejército ya no estaba en situación de continuar combatiendo y le recomendó que solicitase el armisticio para evitar más derramamientos de sangre inútiles. El monarca deseaba ceder el mando de los ejércitos el 2 de noviembre a Arz von Straussenburg, pero este no quería ser quien firmase el armisticio, por lo que solicitó que el mando pasase al mariscal Hermann Kövess von Kövessháza. El armisticio con Italia se firmó finalmente el 3 de noviembre en Villa Giusti, cerca de Padua; debía entrar en vigor treinta y seis horas después. Las condiciones del armisticio no se comunicaron adecuadamente a las tropas, que creyeron que había entrado en vigor de inmediato; esto permitió a los italianos hacer más de trescientos cincuenta mil cautivos.

### Posición sobre la guerra en los Balcanes
En su biografía, Arz von Straußenburg rechaza la idea de que el expansionismo austrohúngaro originase la guerra. Para él, las posibles conquistas habrían alterado el frágil equilibrio entre Austria y Hungría. Consideraba que el objetivo principal de la guerra había sido simplemente la consolidación y conservación de la «monarquía dual». Sin embargo, en cartas fechadas en julio de 1918 al ministro de Relaciones Exteriores Burián, expresó opiniones muy diferentes (compartidas por la mayoría del Estado Mayor austrohúngaro): «El ganador tiene el derecho de aprovechar su victoria según su juicio. Somos los vencedores en la península de los Balcanes... Quiero ver la eliminación de la amenaza de la Gran Serbia en tanto que Estado-nación serbio independiente. Solamente esta solución radical a la cuestión puede protegernos de nuevas crisis...»
En julio de 1918, afirmó su deseo de que Albania fuese un país neutral, pero ligado al imperio por vínculos constitucionales. También propuso enviar algunos batallones a Armenia y al Cáucaso como gesto que le permitiese al imperio participar en el futuro reparto del petróleo de Bakú.

### Entreguerras
Después de la guerra, Arz von Straussenburg renunció al servicio activo y se vio obligado a establecerse en Viena. Su localidad de nacimiento en Transilvania había pasado a pertenecer a Rumania, que prohibió que las familias de aquellos que habían combatido contra ella residiesen en su territorio. Constitucionalmente era ciudadano húngaro, pero Hungría, al igual que Rumanía, rehusó pagarle la pensión de jubilación. Esto hizo que viviese en condiciones muy difíciles, merced a donativos y colectas que hicieron en su favor otros exoficiales. Además, se le juzgó por su papel en el armisticio; muchos consideraban que la orden de alto el fuego llegó demasiado pronto a la tropa y tenían a Arz von Straussenburg por responsable de la captura de muchos soldados austriacos durante los últimos momentos del conflicto. Finalmente fue absuelto de los cargos.
La situación financiera de Arz von Straußenburg cambió en 1926, cuando Hungría le concedió una pensión, a condición de presentarse personalmente en Budapest para cobrarla. Continuó viviendo en Viena y, a diferencia de Ottokar von Czernin, escribió sus memorias en las que describió sus experiencias como oficial sin tratar de justificarse y sin expresar opiniones políticas. Durante una estancia en Budapest para recibir su pensión, sufrió un ataque cardíaco y falleció el 1 de julio de 1935. Fue enterrado con los mayores honores militares en el cementerio Kerepesi de Budapest.